# Horní Dubňany
Horní Dubňany är en ort i Tjeckien.   Den ligger i regionen Södra Mähren, i den sydöstra delen av landet, 170 km sydost om huvudstaden Prag. Horní Dubňany ligger 347 meter över havet och antalet invånare är 315.
Terrängen runt Horní Dubňany är platt. Runt Horní Dubňany är det ganska tätbefolkat, med 80 invånare per kvadratkilometer. Närmaste större samhälle är Ivančice, 13,5 km öster om Horní Dubňany. Trakten runt Horní Dubňany består till största delen av jordbruksmark.